# Maurilia bisfascialis
Maurilia bisfascialis är en fjärilsart som beskrevs av M.Gaede 1915. Maurilia bisfascialis ingår i släktet Maurilia och familjen trågspinnare. Inga underarter finns listade i Catalogue of Life.